# 德尼斯特里克-杜博維

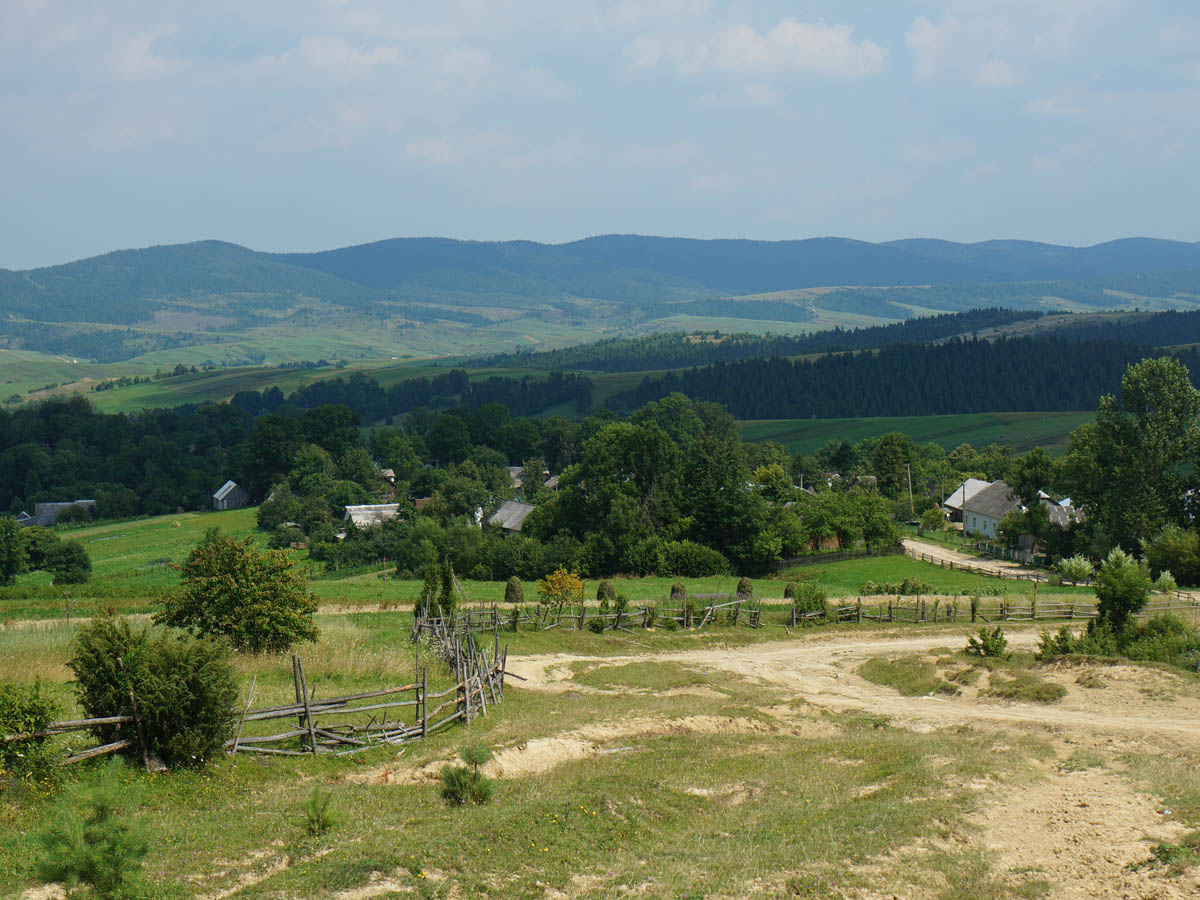

49°13′5″N 22°49′30″E / 49.21806°N 22.82500°E
德尼斯特里克-杜博維（烏克蘭語：Дністрик-Дубовий），是烏克蘭西部的村莊，隸屬利維夫州的桑比爾區。該村始建於1580年，面積1.9平方公里，海拔高度587米，2020年人口442，人口密度每平方公里237.37人。